# Четумаль (бухта)
Затока Четумаль (англ. Chetumal Bay) — велика затока, бухта біля східного узбережжя Мексики та північного Белізу, складова частина Карибського моря.

## Географія
Внаслідок давніх тектонічних зрушень, Карибське море врізалося в півострів Юкатан, та утворило в тій уголовині затоку-бухту Четумаль. Берегова лінія становить понад 500 км скельних круч, півострвів та піщаних лагун Мексики і Белізу. Узбережжям цієї бухти є прибережні суходільні райони мексиканського штату Кінтана-Роо та белізького округу Коросаль.